# Karbon (geološko razdoblje)
Karbon je geološka era u razvoju Zemlje koja je počela prije oko 340 milijuna, a trajala je oko 60 milijuna godina računajući od sadašnjeg vremena. Nivo mora se povecao, klima je bila topla. Nastaju oceani Pantalasa i Paleotetis.

## Vanjske poveznice
|  | Zajednički poslužitelj ima još gradiva o temi Karbon (geološko razdoblje) |